# Christian Lamquet
Christian Lamquet dit Chris Lamquet, né le 10 janvier 1954 à Andenne en province de Namur, est un scénariste et dessinateur de bande dessinée belge francophone.

## Biographie
Christian Lamquet naît le 10 janvier 1954 à Andenne. Il débute en 1974, auprès d'Édouard Aidans sur les séries Brik Brak, Bob Binn.
À partir de 1978, il collabore avec Magda, notamment sur la série d'aventures écologique Marie Meuse et Gilles Roux, qui paraît dans Tintin de 1979 à 1988.
En 1980, il fait son entrée au Journal de Spirou pour lequel il réalise seul la série Louvenn jusqu'en 1982 et enchaîne directement avec la série d'anticipation Quasar, un premier album est publié aux éditions Dupuis, les deux suivants chez Hélyode.
En 1987 puis 1988 il réalise successivement deux albums en collaboration avec Jean-Marc Salmon : La Phase Végétale pour lequel Jean-Marc Salmon réalise les décors et qui n'est publié que quatre ans plus tard dans le cadre de la série Tropique des étoiles, puis Norfolk : L'Himalithe d'ambre, dessiné par Jean-Marc Salmon sur un scénario de Chris Lamquet, qui est publié aux Éditions du Miroir,.
Il publie un one shot L'Amour hologramme dans la revue (À suivre) en 1991, l'album est publié chez Casterman en 1993 puis il commence le quadriptyque Le Tropique des étoiles aux éditions Hélyode pour les trois premiers albums, le dernier est publié chez Lefrancq.
En 1994, l'éditeur japonais Kōdansha qui souhaite renouveler le contenu de son magazine de mangas Morning en s'adjoignant la collaboration de dessinateurs européens, se montre intéressé par son travail sur L'Amour hologramme et lui commande d'abord une série d'histoires courtes puis une histoire "à la japonaise", c'est-à-dire sans fin, les aventures d'Adeleen et Dobs, se déroulant dans un univers de Space opera. Cette collaboration permet à Chris Lamquet de tester une nouvelle façon de travailler, avec une implication forte de l'éditeur, qui lui servira plus tard pour la série Alvin Norge chez Le Lombard. Une centaine de planches sont publiées. Mais la crise que connaît le Japon à partir de 1997 met fin à la collaboration en 1998 et la publication de la série est interrompue. Chris Lamquet n'achèvera ce travail que 10 ans plus tard, dans une version entièrement remaniée et complétée d'une centaine de planches. Le manga sera publié en français sous le titre Io Memories,.
En 1996 sort le premier volume du Pithécanthrope dans la valise dont les premières planches étaient parues dans Vécu dans la collection « Grafica » des éditions grenobloises Glénat.
On retrouve la signature de Lamquet dans le mensuel BoDoï en décembre 1999 avec une nouvelle série Alvin Norge, basée sur Internet et les filons informatiques, les cinq albums de la série sont publiés dans la collection « Troisième vague » au Lombard de 2000 à 2005.
En septembre 2003, il reçoit le prix de sa ville natale lors de la 10e fête de la BD et du livre pour enfants pour l'ensemble de son œuvre.
En 2007, il publie chez Kana, Io Memories, son space opera publié dans les années 90 au Japon et resté jusqu'alors inachevé. En 2009, il publie successivement trois albums : Tycho Incident sur un scénario de Richard Marazano, premier tome de la série Blue Space aux éditions Glénat, Orang-Utan également sur un scénario de Marazano, premier tome de la série Ecowarriors aux éditions 12Bis, et enfin Flu une bande dessinée réalisée pour la Direction Générale de la Recherche de la Communauté Européenne. Cette dernière sera traduite en plusieurs langues.
Lors de l'été 2011, les éditions du Lombard annoncent avoir confié la série Alpha à Chris Lamquet, le douzième épisode est prépublié dans L’Immanquable en mai 2013, l'album paraît en août 2013. L'auteur termine d'abord deux albums sur lesquels il travaille (Eco Warriors un thriller environnemental et un album-blog sur le métier de dessinateur au Japon). Avec Yann comme scénariste, il dessine Le Tueur aux mangas basé sur un fait divers authentique chez Casterman en 2012,.
Lamquet rend hommage aux victimes de l'Attentat contre Charlie Hebdo puis à celles des attentats de Bruxelles. En 2023, il contribue au Tintin numéro spécial 77 ans.
Selon Patrick Gaumer, Christian Lamquet renouvelle la bande dessinée de science-fiction avec des récits denses et au graphisme précis et original.

### Vie privée
Chris Lamquet demeure à Andenne et a été marié avec Catherine Lamquet, qui a été sa coloriste ; elle est morte en 2016. Ils ont eu deux enfants.

## Œuvre

### Périodiques

#### Tintin
- Gilles Roux et Marie Meuse : Puce dans Tintin no 240, 1980

#### Spirou
- Louvenn : Les irradiés de Lidmund dans Spirou nos 2216 à 2232, 1980
- Contes sans gravité : Noël sur le ballon d'Alsace dans Spirou no 2225, 1980
- Quasar : L'Ennui dans Spirou no 2288, 1982
- Quasar : La Nébuleuse du cœur dans Spirou no 2293, 1982
- Quasar : La Maranta dans Spirou no 2302, 1982
- Quasar (épisode sans titre) dans Spirou no 2306, 1982
- Quasar : Les Pains de potasse dans Spirou no 2314, 1982
- Quasar : Quasar était devenue graine dans Spirou no 2321, 1982
- Louvenn : Les fous d'hiver dans Spirou album+ n°3, 1982
- Quasar : Les Terriens dans Spirou nos 2400-2403, 1984
- Quasar : Venera sept dans Spirou no 2433, 1984
- Quasar : Pomme planète dans Spirou nos 2448-2451, 1985
- Les Picosars : Un amour d'hologramme dans Spirou no 2480, 1985
- Quasar : Pioneer 10, la réponse dans Spirou no 2487, 1985
- Quasar : Les Biomes dans Spirou no 2510, 1986
- Quasar : Les Sculpteurs d'astéroïdes dans Spirou no 2528, 1986
- Sergueï dans Spirou no 2645, 1988
- Orbital trio dans Spirou no 2681, 1989
- Dans les dessins animés japonais dans Spirou no 2685, 1989

### Collectifs
- Collectif dont Chris Lamquet, Pétition : À la recherche d'Oesterheld et de tant d'autres !, Amnesty International - Belgique francophone ASBL Groupe 64, novembre 1986, 47 p. (présentation en ligne)
- L'Aventure du journal Tintin - 40 ans de bande dessinée[52], Le Lombard, Bruxelles, novembre 1986
Scénario et couleurs : collectif - Dessin : collectif dont Chris Lamquet -  (ISBN 2-8036-0574-0),Participation : scénario de Marie Meuse et Gilles Roux.
- INT2. La B.D. chante Brel - Ces gens-là - J'arrive, Brain Factory, septembre 1988
Scénario : collectif - Dessin : collectif dont Chris Lamquet - Couleurs : quadrichromie -  (ISBN 1-87085-806-9),Contribution : La Chanson des vieux amants (4 planches).
- Images du scoutisme - 50 ans de calendrier FSC[53], FSC, Bruxelles, 1991
Scénario et couleurs : collectif - Dessin : collectif dont Christian Lamquet,Préface : Stéphane Steeman. Participation : juin 1990.
- Participation dans : Marie Moinard et collectif, En chemin elle rencontre... Les artistes se mobilisent pour le respect des droits des femmes, Des ronds dans l'O / Amnesty International, février 2011, 96 p. (ISBN 978-2-917237-15-1)
- Numéro spécial 77 ans - L'hommage des auteurs et autrices d'aujourd'hui aux personnages mythiques du journal Tintin, Éditions Moulinsart-Le Lombard, Bruxelles, 8 septembre 2023
Scénario : collectif - Dessin : collectif dont Chris Lamquet - Couleurs : quadrichromie -  (ISBN 2-85815-201-2)

### Illustrations
- Haïku illustration d'un Haïku de la poétesse Hisajo Sugita, sérigraphies en tirage limité, numérotées et signées en 40 exemplaires, Atelier les Mains Sales, 2012.

## Réception

### Prix et distinctions
2003 :  prix de la Ville d'Andenne pour l'ensemble de son œuvre, décerné lors de la Fête de la BD et du livre pour enfants.

#### Livres
: document utilisé comme source pour la rédaction de cet article.
- Henri Filippini, Dictionnaire de la bande dessinée, Paris, Bordas, 1989, 731 p., ill. ; 27 cm (ISBN 2-04-018455-4, OCLC 1244909550, BNF 35065653, présentation en ligne), p. 335, 640.
- Jean-Louis Lechat, Un demi-siècle d’aventures t. 2 : 1970 - 1996, Bruxelles, Le Lombard, 5 décembre 1996, 224 p., ill. ; 31 cm (ISBN 280361233X, OCLC 37995939, BNF 37539082, présentation en ligne), p. 80. .
- Jean Pirotte (dir.) et Luc Courtois, Du régional à l'universel. : L'imaginaire wallon dans la bande dessinée., Louvain-la-Neuve, Fondation wallonne Pierre-Marie et Jean-François Humblet, 1999, 310 p. (ISBN 978-2-9600072-3-7 et 2960007239, OCLC 1075833932), p. 40, 43, 63 lire sur Google Livres
- Jacques Fiérain, « Lamquet, Christian », dans La BD dans les provinces de Liège, Namur et Luxembourg, Charleroi, Éd. l'Âge d'or, 2004, 112 p., ill. ; 31 cm (ISBN 9782960019698, OCLC 470388297, présentation en ligne), p. 61.
- Patrick Gaumer, « Lamquet, Chris », dans Dictionnaire mondial de la BD, Paris, Larousse, 2010, 953 p., ill. ; 27 cm (ISBN 978-2-0358-4331-9 et 2-0358-4331-6, OCLC 920924930, présentation en ligne), p. 504. .
- Philippe Mellot, Michel Denni, Laurent Turpin et Isabelle Morzadec, Trésors de la bande dessinée : BDM 2021-2022 - Catalogue encyclopédique et Argus, Paris, Les Arènes, novembre 2020, 22e éd., 1700 p., ill. ; 23 cm (ISBN 9791037502582, OCLC 1240308146, présentation en ligne), p. 18, 47, 48, 156, 372, 800, 887, 926, 1240, 1242. .

#### Périodiques
- Christian Lamquet (interviewé par Tony Larivière), « L'invité : Christian Lamquet », Rêve-en-Bulles, A.D.A.C.B.D., no 9,‎ novembre 1994, p. 25-29.
- « Lamquet Squatte Internet », La Lettre - L'officiel de la bande dessinée, Dargaud, no 51,‎ 1er janvier 2000
- Jean-Pierre Fuéri, « Io memories : galipettes 5 étoiles », dBD, no 17,‎ octobre 2007, p. 24 (ISSN 1951-4050).
- Frédéric Bosser, « Making of Eco Warriors (1re partie) », dBD, no 42,‎ avril 2010 (ISSN 1951-4050).
- Frédéric Bosser, « Making of Eco Warriors (2e partie) », dBD, no 43,‎ mai 2010 (ISSN 1951-4050).
- Frédéric Bosser, « Making of Eco Warriors (3e partie) », dBD, no 44,‎ juin 2010 (ISSN 1951-4050).
- Iouri Jigounov et Chris Lamquet (interviewés par Klervi Le Cozic), « Case à case : Alpha, ça déménage - Entretien avec Iouri Jigounov et Chris Lamquet », Casemate, no 118,‎ octobre 2018 (ISSN 1964-504X).

### Vidéographie
- [vidéo] « Auteurs namurois de BD - Première partie », sur YouTube